# Liste von Terroranschlägen im Jahr 2004
Die Liste von Terroranschlägen im Jahr 2004 enthält eine unvollständige Auswahl von Terroranschlägen, die im Jahr 2004 passierten. Attentate werden gesondert in der Liste bekannter Attentate behandelt. Die Liste von Sprengstoffanschlägen listet auch nichtterroristische Anschläge. Die Liste von Flugzeugentführungen enthält eine Liste mit meist terroristischem Hintergrund. Im Artikel Rechtsterrorismus werden weitere terroristische Anschläge aufgezählt.

## Erläuterung
In der Spalte Politische Ausrichtung ist die politische bzw. weltanschauliche Einordnung der Täter angegeben: faschistisch, rassistisch, nationalistisch, nationalsozialistisch, sozialistisch, kommunistisch, antiimperialistisch, islamistisch (schiitisch, sunnitisch, deobandisch, salafistisch, wahhabitisch), hinduistisch. Bei vorrangig auf staatliche Unabhängigkeit oder Autonomie zielender Ausrichtung ist autonomistisch vorangestellt, gefolgt von der Region oder der Volksgruppe und ggf. weiteren Merkmalen der Täter: armenisch, irisch (katholisch), kurdisch, tirolisch, tschetschenisch, dagestanisch, punjabisch (sikhistisch), palästinensisch.
Die Opferzahlen der Anschläge werden farbig dargestellt:

Die Zahl bei den Anschlägen getöteter/verletzter Täter ist in Klammern ( ) gesetzt.

## Januar
| Datum/Beginn    | Betroffenes Land | Anschlag              | Täter                    | Politische Ausrichtung                                          | Mittel                             | Ziel               | Tote    | Verletzte | Hintergrund                           |
| --------------- | ---------------- | --------------------- | ------------------------ | --------------------------------------------------------------- | ---------------------------------- | ------------------ | ------- | --------- | ------------------------------------- |
| 01. Januar 2004 | Indien           | Anschlag in Srinagar  |                          |                                                                 | Sprengsatz                         | Friedenskundgebung | 0 (+1)  | 20        | Aufstand in Kaschmir                  |
| 02. Januar 2004 | Indien           | Anschlag in Jammu     |                          |                                                                 | Schusswaffen, Granaten             | Bahnhof            | 5 (+2)  | 20        | Aufstand in Kaschmir                  |
| 06. Januar 2004 | Afghanistan      | Anschlag in Kandahar  | vermutlich Taliban       | deobandisch-fundamentalistisch, paschtunisch, islamistisch      | 2 Sprengsätze                      | Zivilisten         | 15      | 30        | Krieg in Afghanistan                  |
| 07. Januar 2004 | Irak             | Anschlag nahe Bagdad  |                          |                                                                 | Mörser                             | US-Militärlager    | 1       | 34        | Irakischer Widerstand                 |
| 09. Januar 2004 | Irak             | Anschlag in Baquba    |                          |                                                                 | Sprengsatz                         | Moschee            | 5       | 37        | Irakischer Widerstand                 |
| 09. Januar 2004 | Indien           | Anschlag in Jammu     |                          |                                                                 | Granate                            | Moschee            | 2       | 20        | Aufstand in Kaschmir                  |
| 12. Januar 2004 | Bangladesch      | Anschlag in Sylhet    |                          |                                                                 | Sprengstoff                        | Schrein            | 3       | 26        |                                       |
| 14. Januar 2004 | Irak             | Anschlag in Baquba    |                          |                                                                 | Selbstmordattentäter mit Autobombe | Polizeistation     | 4 (+1)  | 30        | Irakischer Widerstand                 |
| 18. Januar 2004 | Irak             | Anschlag in Bagdad    |                          |                                                                 | Selbstmordattentäter mit Autobombe | Militärgebäude     | 25 (+?) | 100+      | Irakischer Widerstand                 |
| 24. Januar 2004 | Irak             | Anschlag in Samarra   |                          |                                                                 | Autobombe                          | Gericht            | 4       | 38        | Irakischer Widerstand                 |
| 29. Januar 2004 | Israel           | Anschlag in Jerusalem | al-Aqsa-Märtyrerbrigaden | palästinensisch-nationalistisch, antizionistisch, sozialistisch | Selbstmordattentäter               | Passagierbus       | 10 (+1) | 50        | Israelisch-Palästinensischer Konflikt |
| 31. Januar 2004 | Irak             | Anschlag in Mossul    |                          |                                                                 | Selbstmordattentäter mit Autobombe | Polizeistation     | 9 (+1)  | 45        | Irakischer Widerstand                 |

## Februar
| Datum/Beginn     | Betroffenes Land | Anschlag                     | Täter                                    | Politische Ausrichtung                                          | Mittel                                | Ziel                          | Tote    | Verletzte | Hintergrund                           |
| ---------------- | ---------------- | ---------------------------- | ---------------------------------------- | --------------------------------------------------------------- | ------------------------------------- | ----------------------------- | ------- | --------- | ------------------------------------- |
| 01. Februar 2004 | Irak             | Anschlag in Erbil            |                                          |                                                                 | 2 Selbstmordattentäter                | Parteigebäude                 | 98 (+2) | 267       | Irakischer Widerstand                 |
| 05. Februar 2004 | Uganda           | Anschlag nahe Lira           | LRA                                      | christlich                                                      | Schusswaffen, Macheten, Brandstiftung | Flüchtlingslager              | 56      | 70+       | LRA-Konflikt                          |
| 06. Februar 2004 | Russland         | Anschlag in Samoskworetschje | vermutlich tschetschenische Separatisten | autonomistisch-tschetschenisch                                  | Sprengsatz                            | U-Bahn-Zug                    | 40      | 122       | Zweiter Tschetschenienkrieg           |
| 07. Februar 2004 | Indien           | Anschlag in Shopian          |                                          |                                                                 | Granate                               | Militärpatrouille             | 3       | 30        | Aufstand in Kaschmir                  |
| 10. Februar 2004 | Irak             | Anschlag in Iskandariya      | vermutlich Tawhid al-Jihad               | salafistisch, wahhabitisch                                      | Selbstmordattentäter mit Autobombe    | Militärrekruten               | 70 (+1) | 150       | Irakischer Widerstand                 |
| 11. Februar 2004 | Irak             | Anschlag in Bagdad           |                                          |                                                                 | Selbstmordattentäter mit Autobombe    | Militärrekruten               | 46 (+1) |           | Irakischer Widerstand                 |
| 12. Februar 2004 | Nepal            | Anschlag in Kabhrepalanchok  | Maoisten                                 | maoistisch                                                      | Landmine                              | Passagierbus                  | 6       | 20        | Nepalesischer Bürgerkrieg             |
| 16. Februar 2004 | Kolumbien        | Anschlag in Casanare         | vermutlich FARC-EP                       | marxistisch-leninistisch, links-nationalistisch                 | Granate                               | Festival, Zivilisten          | 0       | 22        | Bewaffneter Konflikt in Kolumbien     |
| 18. Februar 2004 | Irak             | Anschlag in Hilla            | vermutlich Tawhid al-Jihad               | salafistisch, wahhabitisch                                      | 2 Selbstmordattentäter                | Polnischer Militärstützpunkt  | 10 (+2) | 100       | Irakischer Widerstand                 |
| 18. Februar 2004 | Afghanistan      | Anschlag in Ghazni           | Taliban                                  | deobandisch-fundamentalistisch, paschtunisch, islamistisch      |                                       | Militärkonvoi                 | 24      | 10        | Krieg in Afghanistan                  |
| 21. Februar 2004 | Deutschland      | Anschlag in Pasewalk         | Neonazis                                 | neonazistisch, xenophob                                         | Reizgas                               | Griechisches Restaurant       | 0       | 3         |                                       |
| 22. Februar 2004 | Israel           | Anschlag in Jerusalem        | al-Aqsa-Märtyrerbrigaden                 | palästinensisch-nationalistisch, antizionistisch, sozialistisch | Selbstmordattentäter                  | Israelische Zivilisten in Bus | 7 (+1)  | 60        | Israelisch-Palästinensischer Konflikt |
| 23. Februar 2004 | Irak             | Anschlag in Kirkuk           |                                          |                                                                 | Selbstmordattentäter mit Autobombe    | Polizeistation                | 9 (+1)  | 52        | Irakischer Widerstand                 |
| 25. Februar 2004 | Deutschland      | Anschlag in Rostock          | NSU                                      | rechtsextremistisch, neonazistisch, rassistisch, xenophob       | Pistole                               | Türkischer Angestellter       | 1       | 0         |                                       |
| 27. Februar 2004 | Philippinen      | Anschlag in Manila           | Abu Sajaf                                | islamistisch, islamisch-fundamentalistisch                      | Sprengsatz                            | Schiff                        | 116     |           | Moro-Konflikt                         |

## März
| Datum/Beginn  | Betroffenes Land | Anschlag                      | Täter                                                              | Politische Ausrichtung | Mittel                                              | Ziel                                                | Tote      | Verletzte | Hintergrund                           |
| ------------- | ---------------- | ----------------------------- | ------------------------------------------------------------------ | --- | --------------------------------------------------- | --------------------------------------------------- | --------- | --------- | ------------------------------------- |
| 02. März 2004 | Irak             | Anschlag in Kerbela           | vermutlich Tawhid al-Jihad                                         | salafistisch, wahhabitisch | Selbstmordattentäter, Mörser                        | Schiitische Pilger                                  | 109 (+1)  | 233       | Irakischer Widerstand                 |
| 02. März 2004 | Nepal            | Anschlag in Bhojpur           | Maoisten                                                           | maoistisch | Schusswaffen                                        | Bank, Polizisten                                    | 31 (+10)  | 12        | Nepalesischer Bürgerkrieg             |
| 02. März 2004 | Irak             | Anschlag in Bagdad            | vermutlich Tawhid al-Jihad                                         | salafistisch, wahhabitisch | 4 Selbstmordattentäter                              | Schiitische Pilger                                  | 55 (+3)   | 167       | Irakischer Widerstand                 |
| 02. März 2004 | Pakistan         | Anschlag in Quetta            |                                                                    | | Automatische Schusswaffen, Granaten                 | Schiitische Pilger                                  | 44+       | 130+      |                                       |
| 06. März 2004 | Israel           | Anschlag in Erez              | al-Aqsa-Märtyrerbrigaden, Hamas, Islamischer Dschihad in Palästina | palästinensisch-nationalistisch, sunnitisch-islamistisch, islamisch-nationalistisch, islamisch-fundamentalistisch, antizionistisch, antisemitisch, sozialistisch | 2 Selbstmordattentäter mit Autobomben, Schusswaffen | Israelische Grenzsoldaten                           | 2 (+4)    | 20        | Israelisch-Palästinensischer Konflikt |
| 07. März 2004 | Haiti            | Anschlag in Port-au-Prince    |                                                                    | | Automatische Schusswaffen                           | Demonstranten                                       | 6         | 30        |                                       |
| 11. März 2004 | Spanien          | Madrider Zuganschläge         | vermutlich Abu Hafs al-Masri Brigades                              | islamistisch | 10 Sprengsätze                                      | Pendlerzüge am Bahnhof Atocha                       | 191       | 2051      |                                       |
| 14. März 2004 | Israel           | Anschlag in Aschdod           | al-Aqsa-Märtyrerbrigaden, Hamas                                    | palästinensisch-nationalistisch, sunnitisch-islamistisch, islamisch-nationalistisch, islamisch-fundamentalistisch, antizionistisch, antisemitisch, sozialistisch | 2 Selbstmordattentäter                              | Israelisches Kühlunternehmen, Hafen                 | 10 (+2)   | 20        | Israelisch-Palästinensischer Konflikt |
| 17. März 2004 | Irak             | Anschlag in Bagdad            |                                                                    | | Autobombe                                           | Hotel                                               | 28        | 45        | Irakischer Widerstand                 |
| 20. März 2004 | Indien           | Anschlag in Jammu und Kashmir |                                                                    | | Motorradbombe                                       | Militärkonvoi                                       | 2         | 40        | Aufstand in Kaschmir                  |
| 21. März 2004 | Nepal            | Anschlag in Dhading           | CPN                                                                | kommunistisch, marxistisch-leninistisch, maoistisch, links-nationalistisch                                                                                       | Schusswaffen, Sprengstoff, Gefangenenbefreiung      | Brücke, Bank, Regierungsbüros, Gefängnis, Flughafen | 18 (+500) | 16 (+200) | Bürgerkrieg in Nepal                  |
| 28. März 2004 | Thailand         | Anschlag in Narathiwat        |                                                                    | | Motorradbombe                                       | Zivilisten                                          | 0         | 27        | Konflikt in Südthailand seit 2004     |
| 29. März 2004 | Usbekistan       | Anschlag in Taschkent         |                                                                    | | 2 Selbstmordattentäterinnen                         | Geschäft, Bushaltestelle, Zivilisten                | 4 (+2)    | 20        |                                       |

## April
| Datum/Beginn   | Betroffenes Land | Anschlag                      | Täter                       | Politische Ausrichtung              | Mittel                             | Ziel                                                          | Tote    | Verletzte | Hintergrund           |
| -------------- | ---------------- | ----------------------------- | --------------------------- | ----------------------------------- | ---------------------------------- | ------------------------------------------------------------- | ------- | --------- | --------------------- |
| 04. April 2004 | Irak             | Anschlag in Bagdad            | Mahdi-Armee                 |                                     | Schusswaffen                       | Militärpatrouille                                             | 8       | 60        | Irakischer Widerstand |
| 05. April 2004 | Indien           | Anschlag in Pulwama           |                             |                                     | Granate                            | Militärfahrzeug                                               | 8       | 57        | Aufstand in Kaschmir  |
| 08. April 2004 | Indien           | Anschlag in Uri               | Save Kashmir Movement       |                                     | Granate                            | Wahlkampfveranstaltung                                        | 9       | 30        | Aufstand in Kaschmir  |
| 08. April 2004 | Indien           | Anschlag in Jharkhand         | PWG                         | marxistisch-leninistisch-maoistisch | Landminen                          | Polizisten                                                    | 26      |           | Naxalitenaufstand     |
| 14. April 2004 | Indien           | Anschlag in Jammu und Kashmir | vermutlich Laschkar-e Taiba | salafistisch                        | Granate                            | Zivilisten                                                    | 1       | 22        | Aufstand in Kaschmir  |
| 20. April 2004 | Irak             | Anschlag in al-Anbar          |                             |                                     | Mörsergranaten                     | Gefängnis                                                     | 22      | 120       | Irakischer Widerstand |
| 21. April 2004 | Irak             | Anschlag in Basra             | vermutlich Tawhid al-Jihad  | salafistisch, wahhabitisch          | 5 Autobomben                       | Britische Soldaten, Polizeistationen, Polizeischule, Schulbus | 74      | 100       | Irakischer Widerstand |
| 23. April 2004 | Saudi-Arabien    | Anschlag in Riad              | Al-Haramayn Brigades        |                                     | Selbstmordattentäter mit Autobombe | Polizeigebäude                                                | 4+ (+1) | 148       |                       |
| 24. April 2004 | Irak             | Anschlag in Bagdad            |                             |                                     | Mörser                             | Markt, Militärstützpunkt                                      | 8       | 41        | Irakischer Widerstand |

## Mai
| Datum/Beginn | Betroffenes Land | Anschlag                      | Täter                                 | Politische Ausrichtung                          | Mittel                             | Ziel                                      | Tote    | Verletzte | Hintergrund                       |
| ------------ | ---------------- | ----------------------------- | ------------------------------------- | ----------------------------------------------- | ---------------------------------- | ----------------------------------------- | ------- | --------- | --------------------------------- |
| 01. Mai 2004 | Saudi-Arabien    | Anschlag in Yanbu             | al-Qaida in Saudi-Arabien             | salafistisch, antizionistisch, antisemitisch    | Sturmgewehre                       | Ölraffinerie                              | 7 (+3)  | 25        |                                   |
| 05. Mai 2004 | Kolumbien        | Anschlag in Tame              | vermutlich FARC-EP                    | marxistisch-leninistisch, links-nationalistisch | Autobombe                          | Supermarkt                                | 3       | 38        | Bewaffneter Konflikt in Kolumbien |
| 06. Mai 2004 | Irak             | Anschlag in Bagdad            | Tawhid al-Jihad                       | salafistisch, wahhabitisch                      | Selbstmordattentäter mit Autobombe | Kontrollpunkt                             | 6 (+1)  | 25        | Irakischer Widerstand             |
| 07. Mai 2004 | Pakistan         | Anschlag in Karatschi         | vermutlich Lashkar-e-Jhangvi          | deobandisch-fundamentalistisch, salafistisch    | Selbstmordattentäter               | Schiitische Moschee                       | 17 (+1) | 100+      | Konflikt in Nordwest-Pakistan     |
| 09. Mai 2004 | Russland         | Anschlag in Grosny            | vermutlich Tschetschenische Rebellen  |                                                 | Sprengstoff                        | Stadion, Regierungsmitglieder             | 24      | 46        | Zweiter Tschetschenienkrieg       |
| 16. Mai 2004 | Uganda           | Anschlag in Gulu              | LRA                                   | christlich                                      |                                    | Binnenflüchtlinge                         | 22      |           | LRA-Konflikt                      |
| 19. Mai 2004 | Uganda           | Lukodi-Massaker               | vermutlich LRA                        | christlich                                      | Brandstiftung, Entführung          | Dorf, Soldaten, Zivilisten                | 69      |           | LRA-Konflikt                      |
| 21. Mai 2004 | Bangladesch      | Anschlag in Sylhet            | Harkat-ul-Jihad al-Islami             | islamisch-fundamentalistisch                    | Sprengsatz                         | Schrein, britische Diplomaten             | 2       | 100       |                                   |
| 21. Mai 2004 | Uganda           | Anschlag im Norden            | LRA                                   | christlich                                      | Macheten, Knüppel                  | Zivilisten                                | 42      |           | LRA-Konflikt                      |
| 21. Mai 2004 | Indien           | Anschlag in Jammu und Kashmir | vermutlich Hizbul Mujahideen          | autonomistisch, islamistisch                    | Sprengsatz                         | Militärposten                             | 3       | 22        | Aufstand in Kaschmir              |
| 23. Mai 2004 | Indien           | Anschlag in Jammu und Kashmir | Hizbul Mujahideen                     | autonomistisch, islamistisch                    | Landmine                           | Bus, Grenzsoldaten                        | 28      |           | Aufstand in Kaschmir              |
| 24. Mai 2004 | Kolumbien        | Anschlag in Apartadó          | vermutlich FARC-EP                    | marxistisch-leninistisch, links-nationalistisch | Sprengsatz                         | Nachtclub                                 | 6       | 82        | Bewaffneter Konflikt in Kolumbien |
| 27. Mai 2004 | Pakistan         | Anschlag in Karatschi         |                                       |                                                 | 2 Autobomben                       | Pakistanisch-Amerikanisches Kulturzentrum | 2       | 27        | Konflikt in Nordwest-Pakistan     |
| 29. Mai 2004 | Saudi-Arabien    | Anschlag in Khobar            | al-Qaida auf der Arabischen Halbinsel | salafistisch, antizionistisch, antisemitisch    | Automatische Schusswaffen          | Ölfirmengelände                           | 22      | 25 (+1)   |                                   |
| 31. Mai 2004 | Irak             | Anschlag in Bagdad            |                                       |                                                 | Selbstmordattentäter mit Autobombe | Regierungsgebäude                         | 2 (+1)  | 25        | Irakischer Widerstand             |

## Juni
| Datum/Beginn  | Betroffenes Land | Anschlag                         | Täter             | Politische Ausrichtung                                                                      | Mittel                                 | Ziel                                              | Tote | Verletzte | Hintergrund                   |
| ------------- | ---------------- | -------------------------------- | ----------------- | ------------------------------------------------------------------------------------------- | -------------------------------------- | ------------------------------------------------- | ---- | --------- | ----------------------------- |
| 03. Juni 2004 | Uganda           | Anschlag in Kitgum               | LRA               | christlich                                                                                  |                                        | Binnenflüchtlinge                                 | 23   | 10        | LRA-Konflikt                  |
| 05. Juni 2004 | Bangladesch      | Anschlag in Dhaka                |                   |                                                                                             | Brandstiftung                          | Bus                                               | 9    | 20        |                               |
| 08. Juni 2004 | Spanien          | Anschlag in Navarra              |                   |                                                                                             | Maschinengewehr(e) (Drive-by-Shooting) | Polizisten                                        | 2    | 0         | Baskischer Konflikt           |
| 08. Juni 2004 | Irak             | Anschlag in Mossul               |                   |                                                                                             | Autobombe                              | Stadtzentrum                                      | 9    | 25        | Irakischer Widerstand         |
| 09. Juni 2004 | Uganda           | Anschlag in Oyam                 | LRA               | christlich                                                                                  | Schusswaffen                           | Zivilisten                                        | 25   |           | LRA-Konflikt                  |
| 09. Juni 2004 | Indien           | Anschlag in Assam                |                   |                                                                                             | Granate                                | Kino, Jordanische Zivilisten                      | 0    | 23        | Aufstand im Nordosten Indiens |
| 09. Juni 2004 | Deutschland      | Anschlag in Köln                 | NSU               | rechtsextremistisch, neonazistisch, rassistisch, xenophob                                   | Ferngezündete Nagelbombe               | Türkisches Geschäftszentrum, Türkische Zivilisten | 0    | 22        |                               |
| 10. Juni 2004 | Pakistan         | Anschlag in Khyber Pakhtunkhwa   | al-Qaida          | salafistisch, wahhabitisch, panislamisch, antikommunistisch, antizionistisch, antisemitisch | Schusswaffen                           | Sicherheitskräfte                                 | 24   |           | Konflikt in Nordwest-Pakistan |
| 12. Juni 2004 | Indien           | Anschlag in Pahalgam             |                   |                                                                                             | Granate                                | Hotel                                             | 4    | 28        | Aufstand in Kaschmir          |
| 17. Juni 2004 | Irak             | Anschlag in Bagdad               |                   |                                                                                             | 2 Autobomben                           | Sicherheitskräfte                                 | 35   | 145       | Irakischer Widerstand         |
| 20. Juni 2004 | Bangladesch      | Anschlag in Dhaka                |                   |                                                                                             | Sprengsatz                             | Awami-Liga-Kundgebung                             | 0    | 70        |                               |
| 21. Juni 2004 | Russland         | Rebellenangriff auf Inguschetien | Vilayat Galgaycho | islamistisch                                                                                | Raketen, Granatwerfer                  | Stadt                                             | 92   | 106       | Zweiter Tschetschenienkrieg   |
| 24. Juni 2004 | Irak             | Anschlag in Mossul               | Tawhid al-Jihad   | salafistisch, wahhabitisch                                                                  | Autobomben                             | Zivilisten                                        | 62   | 220       | Irakischer Widerstand         |
| 24. Juni 2004 | Irak             | Anschlag in Baquba               | Tawhid al-Jihad   | salafistisch, wahhabitisch                                                                  | Schusswaffen                           | Soldaten                                          | 34   |           | Irakischer Widerstand         |
| 26. Juni 2004 | Irak             | Anschlag in Bagdad               |                   |                                                                                             | Autobombe                              | Zivilisten                                        | 40   | 22        | Irakischer Widerstand         |
| 30. Juni 2004 | Afghanistan      | Anschlag in Dschalalabad         |                   |                                                                                             | Sprengsätze                            | Zivilisten                                        | 0    | 30        | Krieg in Afghanistan          |

## Juli
| Datum/Beginn  | Betroffenes Land | Anschlag                      | Täter                                      | Politische Ausrichtung                                          | Mittel                                                            | Ziel                                                           | Tote    | Verletzte | Hintergrund                           |
| ------------- | ---------------- | ----------------------------- | ------------------------------------------ | --------------------------------------------------------------- | ----------------------------------------------------------------- | -------------------------------------------------------------- | ------- | --------- | ------------------------------------- |
| 02. Juli 2004 | Indien           | Anschlag in Jammu und Kashmir |                                            |                                                                 | Granate, Sprengsatz                                               | Markt, Polizisten, Zivilisten                                  | 2       | 38        | Aufstand in Kaschmir                  |
| 06. Juli 2004 | Irak             | Anschlag in Diyala            |                                            |                                                                 | Selbstmordattentäter mit Autobombe                                | Beerdigung                                                     | 8 (+1)  | 37        | Irakischer Widerstand                 |
| 08. Juli 2004 | Irak             | Anschlag in Samarra           |                                            |                                                                 | Autobombe, Mörser                                                 | Militärgebäude                                                 | 10 (+4) | 24        | Irakischer Widerstand                 |
| 11. Juli 2004 | Israel           | Anschlag in Tel Aviv-Jaffa    | al-Aqsa-Märtyrerbrigaden                   | palästinensisch-nationalistisch, antizionistisch, sozialistisch | Sprengsatz                                                        | Bushaltestelle                                                 | 1       | 30        | Israelisch-Palästinensischer Konflikt |
| 11. Juli 2004 | Afghanistan      | Anschlag in Herat             |                                            |                                                                 | Sprengsatz                                                        | Zivilisten                                                     | 5       | 29        | Krieg in Afghanistan                  |
| 14. Juli 2004 | Irak             | Anschlag in Bagdad            |                                            |                                                                 | Selbstmordattentäter mit Autobombe                                | Regierungsgebäude                                              | 9 (+1)  | 20        | Irakischer Widerstand                 |
| 15. Juli 2004 | Irak             | Anschlag in Haditha           |                                            |                                                                 | Selbstmordattentäter mit Autobombe                                | Polizeistation, Regierungsgebäude                              | 9 (+1)  | 27        | Irakischer Widerstand                 |
| 17. Juli 2004 | Irak             | Anschlag in Babil             | Tawhid al-Jihad                            | salafistisch, wahhabitisch                                      | Selbstmordattentäter mit Autobombe                                | Militärhauptquartier                                           | 1 (+1)  | 50        | Irakischer Widerstand                 |
| 26. Juli 2004 | Indien           | Anschlag in Baramulla         |                                            |                                                                 | Granate                                                           | Sicherheitskräfte vor Krankenhaus                              | 1       | 34        | Aufstand in Kaschmir                  |
| 28. Juli 2004 | Irak             | Anschlag in Diyala            | vermutlich Tawhid al-Jihad                 | salafistisch, wahhabitisch                                      | Selbstmordattentäter mit Autobombe (Sprengstoffbeladener Minibus) | Polizeistation                                                 | 69 (+1) | 56        | Irakischer Widerstand                 |
| 29. Juli 2004 | Nepal            | Anschlag in Nepalganj         | vermutlich Maoisten                        | maoistisch                                                      | Sprengsatz                                                        | Polizeifahrzeug                                                | 0       | 30        | Nepalesischer Bürgerkrieg             |
| 30. Juli 2004 | Usbekistan       | Anschlag in Taschkent         |                                            |                                                                 | 3 Selbstmordattentäter                                            | Israelische Botschaft, US-Botschaft, Generalstaatsanwaltschaft | 4 (+3)  | 6         |                                       |
| 30. Juli 2004 | Pakistan         | Anschlag in Punjab            | vermutlich Islambouli Brigades of al-Qaida |                                                                 | Selbstmordattentäter                                              | Regierungskonvoi                                               | 8 (+1)  | 50        | Konflikt in Nordwest-Pakistan         |

## August
| Datum/Beginn     | Betroffenes Land | Anschlag                         | Täter                     | Politische Ausrichtung                                                  | Mittel                             | Ziel                            | Tote    | Verletzte | Hintergrund                   |
| ---------------- | ---------------- | -------------------------------- | ------------------------- | ----------------------------------------------------------------------- | ---------------------------------- | ------------------------------- | ------- | --------- | ----------------------------- |
| 01. August 2004  | Irak             | Anschlag in Mossul               |                           |                                                                         | Selbstmordattentäter mit Autobombe | Polizeistation                  | 4 (+1)  | 50        | Irakischer Widerstand         |
| 12. August 2004  | Spanien          | Anschläge in Gijón und Santander | ETA                       | autonomistisch, baskisch-nationalistisch, marxistisch-leninistisch      | 2 Sprengsätze                      | Touristen                       | 0       | 2         | Baskischer Konflikt           |
| 14. August 2004  | Indien           | Anschlag in Assam                | vermutlich ULFA           | autonomistisch, assamesisch-nationalistisch, marxistisch, sozialistisch | Granate                            | Kino                            | 0       | 20        | Aufstand im Nordosten Indiens |
| 21. August 2004  | Bangladesch      | Anschlag in Dhaka                | Harkat-ul-Jihad al-Islami | islamisch-fundamentalistisch                                            | Sprengsätze                        | Awami-Liga-Zentrale, Kundgebung | 23      | 150       |                               |
| 24. Februar 2004 | Russland         | Anschläge in Tula und Rostow     | Rijadus-Salichin          | autonomistisch, islamistisch                                            | 2 Selbstmordattentäter             | 2 Passagierflugzeuge            | 90      | 0         | Zweiter Tschetschenienkrieg   |
| 25. August 2004  | Indien           | Anschlag in Assam                | ULFA                      | autonomistisch, assamesisch-nationalistisch, marxistisch, sozialistisch | 2 Sprengsätze                      | Busse                           | 4       | 37+       | Aufstand im Nordosten Indiens |
| 26. August 2004  | Irak             | Anschlag in Kufa                 |                           |                                                                         | Mörser                             | Moschee                         | 27      | 63        | Irakischer Widerstand         |
| 31. August 2004  | Russland         | Anschlag in Moskau               | Rijadus-Salichin          | autonomistisch, islamistisch                                            | Selbstmordattentäterin             | U-Bahnhof                       | 10 (+1) | 50        | Zweiter Tschetschenienkrieg   |

## September
| Datum/Beginn       | Betroffenes Land      | Anschlag               | Täter                       | Politische Ausrichtung                                                               | Mittel                                                | Ziel                            | Tote      | Verletzte | Hintergrund                 |
| ------------------ | --------------------- | ---------------------- | --------------------------- | ------------------------------------------------------------------------------------ | ----------------------------------------------------- | ------------------------------- | --------- | --------- | --------------------------- |
| 01. September 2004 | Russland              | Geiselnahme von Beslan | Rijadus-Salichin            | autonomistisch tschetschenisch, islamistisch                                         | 34 Selbstmordattentäter mit Schusswaffen, Geiselnahme | Schule                          | 333 (+32) | 783       | Zweiter Tschetschenienkrieg |
| 04. September 2004 | Irak                  | Anschlag in Kirkuk     | Tawhid al-Jihad             | salafistisch, wahhabitisch                                                           | Selbstmordattentäter mit Autobombe                    | Polizeiakademie                 | 19 (+1)   | 36        | Irakischer Widerstand       |
| 09. September 2004 | Indonesien Australien | Anschlag in Jakarta    | vermutlich Jemaah Islamiyah | islamistisch, islamisch-fundamentalistisch, panislamisch, salafistisch, wahhabitisch | Selbstmordattentäter mit Autobombe                    | Australische Botschaft          | 9 (+1)    | 182       |                             |
| 14. September 2004 | Irak                  | Anschlag in Bagdad     | Jama'at al-Tawhid wal-Jihad |                                                                                      | Autobombe                                             | Polizeistation                  | 47        | 114       | Irakischer Widerstand       |
| 17. September 2004 | Irak                  | Anschlag in Bagdad     |                             |                                                                                      | Autobombe                                             | Kontrollpunkt                   | 8         | 25        | Irakischer Widerstand       |
| 18. September 2004 | Irak                  | Anschlag in Kirkuk     |                             |                                                                                      | Autobombe                                             | Rekrutierungszentrum            | 21        | 67        | Irakischer Widerstand       |
| 22. September 2004 | Irak                  | Anschlag in Bagdad     | Tawhid al-Jihad             | salafistisch, wahhabitisch                                                           | Selbstmordattentäter mit Autobombe                    | Militärrekruten                 | 7 (+1)    | 53        | Irakischer Widerstand       |
| 22. September 2004 | Irak                  | Anschlag in Bagdad     | Tawhid al-Jihad             | salafistisch, wahhabitisch                                                           | Selbstmordattentäter mit Autobombe                    | Militärrekruten                 | 5 (+1)    | 20        | Irakischer Widerstand       |
| 30. September 2004 | Irak                  | Anschlag in al-Anbar   |                             |                                                                                      | Selbstmordattentäter mit Autobombe                    | Regierungsgebäude               | 3 (+1)    | 63        | Irakischer Widerstand       |
| 30. September 2004 | Irak                  | Anschlag in Bagdad     | Tawhid al-Jihad             | salafistisch, wahhabitisch                                                           | Autobomben                                            | Eröffnungsfeier von Pumpstation | 41        | 10        | Irakischer Widerstand       |

## Oktober
| Datum/Beginn     | Betroffenes Land | Anschlag                  | Täter                                                               | Politische Ausrichtung                                                                        | Mittel                             | Ziel                                   | Tote    | Verletzte | Hintergrund                           |
| ---------------- | ---------------- | ------------------------- | ------------------------------------------------------------------- | --------------------------------------------------------------------------------------------- | ---------------------------------- | -------------------------------------- | ------- | --------- | ------------------------------------- |
| 01. Oktober 2004 | Pakistan         | Anschlag in Sialkot       |                                                                     |                                                                                               | Selbstmordattentäter               | Moschee                                | 30 (+1) | 51        | Konflikt in Nordwest-Pakistan         |
| 02. Oktober 2004 | Indien           | Anschlag in Dimapur       | vermutlich NDFB, vermutlich ULFA                                    | autonomistisch, bodo-nationalistisch, assamesisch-nationalistisch, marxistisch, sozialistisch | Sprengsatz                         | Bahnhof                                | 12      | 40        | Aufstand im Nordosten Indiens         |
| 04. Oktober 2004 | Irak             | Anschlag in Bagdad        |                                                                     |                                                                                               | Autobombe                          | Militärrekrutierungszentrum            | 15      | 81        | Irakischer Widerstand                 |
| 06. Oktober 2004 | Irak             | Anschlag in al-Anbar      | Tawhid al-Jihad                                                     | salafistisch, wahhabitisch                                                                    | Selbstmordattentäter mit Autobombe | Militärrekrutierungszentrum            | 24      | 30        | Irakischer Widerstand                 |
| 07. Oktober 2004 | Pakistan         | Anschlag in Multan        |                                                                     |                                                                                               | Autobombe                          | Veranstaltung                          | 41      | 100+      | Konflikt in Nordwest-Pakistan         |
| 07. Oktober 2004 | Ägypten          | Anschlag in Dschanub Sina | Tawhid al-Jihad, Abdullah Azzam Brigades, al-Dschamāʿa al-islāmiyya | salafistisch, wahhabitisch, sunnitisch-islamistisch, islamisch-fundamentalistisch             | Autobomben                         | Hotel, Restaurant, Camp                | 34      | 171       | Israelisch-Palästinensischer Konflikt |
| 11. Oktober 2004 | Irak             | Anschlag in Mossul        | Tawhid al-Jihad                                                     | salafistisch, wahhabitisch                                                                    | Selbstmordattentäter mit Autobombe | Militärkonvoi                          | 2 (+1)  | 27        | Irakischer Widerstand                 |
| 19. Oktober 2004 | Irak             | Anschlag in Salah ad-Din  |                                                                     |                                                                                               | Mörsergranaten                     | Militärstützpunkt                      | 6       | 100+      | Irakischer Widerstand                 |
| 23. Oktober 2004 | Irak             | Anschlag in al-Anbar      |                                                                     |                                                                                               | Selbstmordattentäter mit Autobombe | Polizeitrainingszentrum                | 16 (+1) | 40        | Irakischer Widerstand                 |
| 24. Oktober 2004 | Irak             | Anschlag in Diyala        | al-Qaida im Irak                                                    | salafistisch, wahhabitisch, panislamisch, antikommunistisch, antizionistisch, antisemitisch   | Massenexekution                    | Polizeirekruten                        | 50      | 0         | Irakischer Widerstand                 |
| 28. Oktober 2004 | Thailand         | Anschlag in Narathiwat    |                                                                     |                                                                                               | Sprengsatz                         | Bar                                    | 2       | 20        | Konflikt in Südthailand seit 2004     |
| 29. Oktober 2004 | Thailand         | Anschlag in Yala          |                                                                     |                                                                                               | 2 Sprengsätze                      | Teeladen, Kindergarten, Rettungskräfte | 0       | 20        | Konflikt in Südthailand seit 2004     |

## November
| Datum/Beginn      | Betroffenes Land | Anschlag                   | Täter                 | Politische Ausrichtung         | Mittel                             | Ziel                                                      | Tote    | Verletzte | Hintergrund                           |
| ----------------- | ---------------- | -------------------------- | --------------------- | ------------------------------ | ---------------------------------- | --------------------------------------------------------- | ------- | --------- | ------------------------------------- |
| 01. November 2004 | Israel           | Anschlag in Tel Aviv-Jaffa | Eli Amer Alfar (PFLP) | autonomistisch-palästinensisch | Selbstmordattentäter               | Markt                                                     | 4 (+1)  | 32        | Israelisch-Palästinensischer Konflikt |
| 01. November 2004 | Indien           | Anschlag in Shopian        |                       |                                | Granate                            | Moschee                                                   | 0       | 21        | Aufstand in Kaschmir                  |
| 07. November 2004 | Irak             | Anschlag in Haditha        |                       |                                | Schusswaffen                       | Polizisten                                                | 21      |           | Irakischer Widerstand                 |
| 08. November 2004 | Irak             | Anschlag in Bagdad         |                       |                                | 2 Sprengsätze                      | Kirchen                                                   | 3       | 25        | Irakischer Widerstand                 |
| 09. November 2004 | Nepal            | Anschlag in Kathmandu      | vermutlich Maoisten   | maoistisch                     | Sprengsatz                         | Regierungsgebäude                                         | 0       | 36        | Nepalesischer Bürgerkrieg             |
| 11. November 2004 | Irak             | Anschlag in Bagdad         |                       |                                | Selbstmordattentäter mit Autobombe | Konvoi westlicher Sportwagen, Polizeifahrzeug, Zivilisten | 17 (+1) | 30        | Irakischer Widerstand                 |
| 17. November 2004 | Pakistan         | Anschlag in Mingora        |                       |                                | Sprengsatz                         | Kino                                                      | 2       | 29 (+1)   | Konflikt in Nordwest-Pakistan         |

## Dezember
| Datum/Beginn      | Betroffenes Land | Anschlag                      | Täter                                | Politische Ausrichtung                                                  | Mittel                                                      | Ziel                                          | Tote    | Verletzte | Hintergrund                   |
| ----------------- | ---------------- | ----------------------------- | ------------------------------------ | ----------------------------------------------------------------------- | ----------------------------------------------------------- | --------------------------------------------- | ------- | --------- | ----------------------------- |
| 03. Dezember 2004 | Spanien          | Anschlagsserie in Madrid      | ETA                                  | autonomistisch, baskisch-nationalistisch, marxistisch-leninistisch      | Sprengsätze                                                 | Tankstellen                                   | 0       | 6         | Baskischer Konflikt           |
| 06. Dezember 2004 | Spanien          | Anschlagsserie                | ETA                                  | autonomistisch, baskisch-nationalistisch, marxistisch-leninistisch      | Sprengsätze                                                 | Lokale, Zivilisten                            | 0       | 3         | Baskischer Konflikt           |
| 08. Dezember 2004 | Indien           | Anschlag in Anantnag          |                                      |                                                                         | Granate                                                     | Polizeipatrouille                             | 0       | 26        | Aufstand in Kaschmir          |
| 10. Dezember 2004 | Russland         | Anschlag nahe Machatschkala   |                                      |                                                                         | Sprengstoff                                                 | Gas-Pipeline                                  | 0       | 21        | Zweiter Tschetschenienkrieg   |
| 10. Dezember 2004 | Pakistan         | Anschlag in Quetta            | Balochistan National Army            |                                                                         | Sprengsatz auf Fahrrad                                      | Militärfahrzeug                               | 11      | 20        | Belutschistankonflikt         |
| 11. Dezember 2004 | Irak             | Anschlag nahe Baidschi        |                                      |                                                                         | Automatische Schusswaffen                                   | Polizisten, US-Soldaten                       | 20      |           | Irakischer Widerstand         |
| 12. Dezember 2004 | Philippinen      | Anschlag in General Santos    |                                      |                                                                         | Sprengsatz                                                  | Weihnachtsmarkt                               | 15      | 58        | Moro-Konflikt                 |
| 14. Dezember 2004 | Indien           | Anschlag in Nagaon            | vermutlich ULFA                      | autonomistisch, assamesisch-nationalistisch, marxistisch, sozialistisch | Sprengsätze                                                 |                                               | 2       | 44        | Aufstand im Nordosten Indiens |
| 15. Dezember 2004 | Irak             | Anschlag in Kerbela           |                                      |                                                                         | Sprengsatz                                                  | Schrein                                       | 7       | 31        | Irakischer Widerstand         |
| 19. Dezember 2004 | Irak             | Anschlag in Nadschaf          | vermutlich Saddam-Loyalisten         |                                                                         | Autobombe                                                   | Schrein, Zivilisten                           | 62      | 130       | Irakischer Widerstand         |
| 21. Dezember 2004 | Irak             | Anschlag in Mossul            | Ansar as-Sunna                       | sunnitisch-islamistisch                                                 | Selbstmordattentäter                                        | Messe, Soldaten                               | 22 (+1) | 66        | Irakischer Widerstand         |
| 23. Dezember 2004 | Georgien         | Anschlag in Cortés            |                                      |                                                                         | Schusswaffen                                                | Passagierbus, Zivilisten                      | 28      | 14        |                               |
| 24. Dezember 2004 | Indien           | Anschlag in Jammu und Kashmir |                                      |                                                                         | Granate                                                     | Polizeilager                                  | 2       | 39        | Aufstand in Kaschmir          |
| 27. Dezember 2004 | Irak             | Anschlag in Bagdad            |                                      |                                                                         | Sprengsatz                                                  | Parteigebäude                                 | 13      | 66        | Irakischer Widerstand         |
| 29. Dezember 2004 | Irak             | Anschlag in Bagdad            |                                      |                                                                         | Sprengsatz                                                  | Zivilisten                                    | 29      | 18        | Irakischer Widerstand         |
| 29. Dezember 2004 | Saudi-Arabien    | Anschlag in Riad              | vermutlich al-Qaida in Saudi-Arabien | salafistisch, antizionistisch, antisemitisch                            | Selbstmordattentäter, Autobomben, Automatische Schusswaffen | Innenministerium, Militärrekrutierungszentrum | 7 (+1)  | 83 (+7)   |                               |